# The Undefeated
Pour plus de détails, voir Fiche technique et Distribution.
The Undefeated (littéralement « l'invaincu ») est un film britannique réalisé par Paul Dickson, sorti en 1951.

## Synopsis
Un documentaire sur le retour des soldats blessés après la Seconde Guerre mondiale.

## Fiche technique
- Titre : The Undefeated
- Réalisation : Paul Dickson
- Scénario : Paul Dickson et Ted Willis
- Musique : Lambert Williamson
- Photographie : Ronald Anscombe
- Montage : Francis Cockburn
- Production : James Carr
- Société de production : Central Office of Information
- Pays :  Royaume-Uni
- Genre : Documentaire
- Durée : 35 minutes
- Dates de sortie : 
  -  Royaume-Uni : 1951

## Distinctions
Le film a reçu l'Ours de bronze du meilleur documentaire lors de la Berlinale 1951 et le British Academy Film Award du meilleur film documentaire.